# Riu de Saboredo
El Riu de Saboredo és un corrent fluvial de l'Alt Pirineu, que neix al circ de Saboredo, al nord del Parc Nacional d'Aigüestortes i Estany de Sant Maurici i baixa cap al nord passant pel refugi de Saboredo, rebent les aigües de diferents barrancs del municipi de Naut Aran fins a formar el riu de Ruda, que és el nom que rep el mateix riu més avall de Locampo.
Pràcticament des de la seva capçalera és un riu fronterer: el seu curs alt fa de límit de Catalunya i Occitània: a ponent va deixant el terme municipal de Naut Aran (antic terme de Tredòs), de la comarca occitana de tradició històrica catalana de la Vall d'Aran, mentre que a llevant queda el terme d'Alt Àneu (antic territori de la Mancomunitat dels Quatre Pobles).

A la capçalera del riu de Saboredo hi ha, segons molts experts, el naixement del riu Garona, ja que es tracta del punt de la conca de la Garona més distant de la desembocadura, seguint tots els possibles recorreguts de l'aigua. És a uns 54 km del punt on la Garona entra a França, i a uns 647 km de la desembocadura a l'Atlàntic.

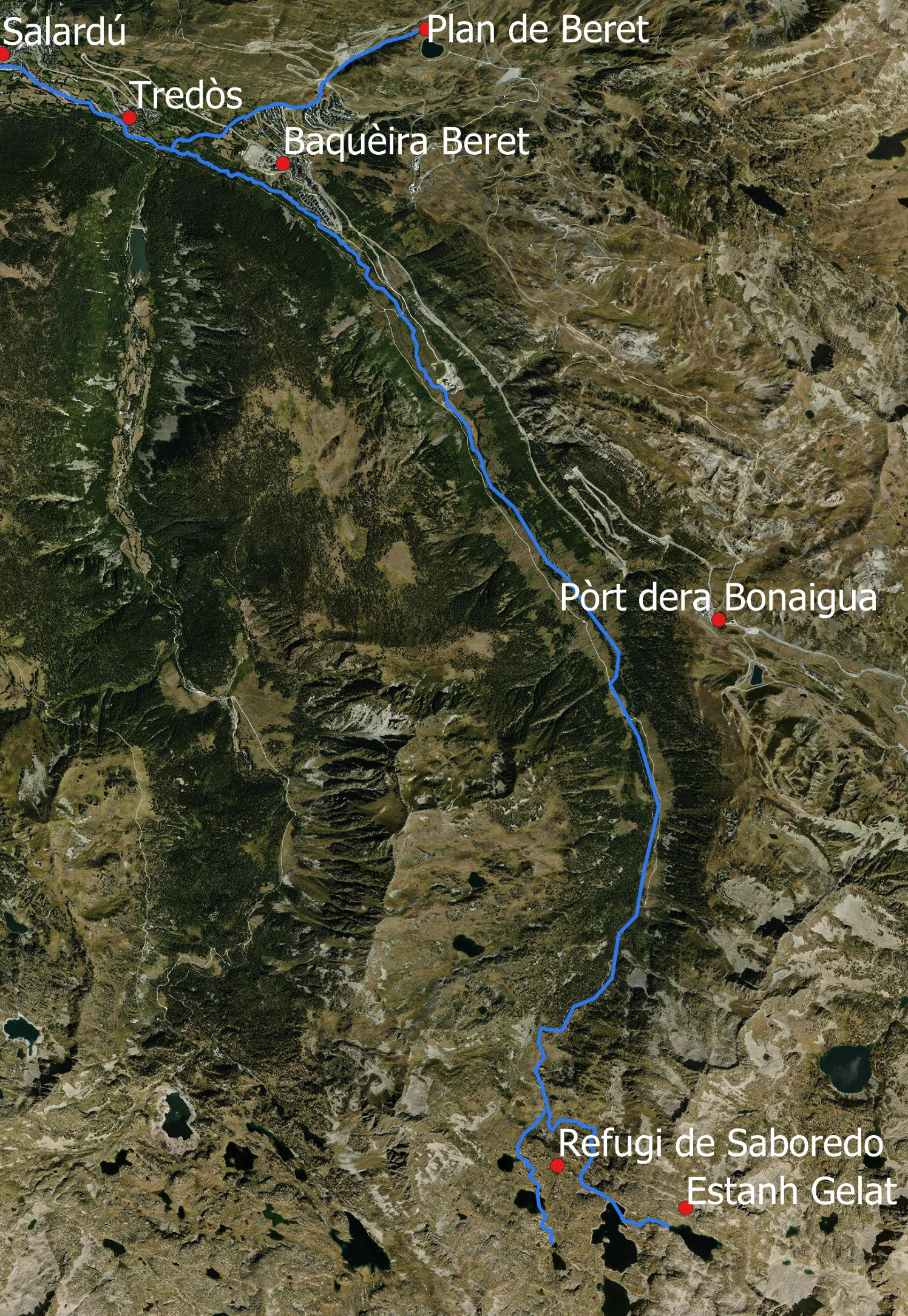
Riu de Saboredo: El naixement de la Garona pot situar-se a l'estany Gelat de Saboredo